# Lygromma valencianum
Lygromma valencianum là một loài nhện trong họ Gnaphosidae.
Loài này thuộc chi Lygromma. Lygromma valencianum được Eugène Simon miêu tả năm 1893.